# Luba-Shankadi-Axt
Die Luba-Shankadi-Axt ist eine afrikanische Axt. Sie wird der Stammesuntergruppe Shandadi der Luba in der heutigen Demokratischen Republik Kongo zugeschrieben.
Die originalsprachliche Bezeichnung dieses Prestigeobjektes, das auch bei den Kasei und Kalundwe vorkommt, wurde für diesen Artikel bisher nicht ermittelt.

## Beschreibung
Die Luba-Shankadi-Axt hat eine eiserne, gebogene, spitze und pfriemartige Klinge. Die Klinge ist im Querschnitt quadratisch und nach vorne dünn und spitz ausgeschmiedet. Die Klinge ist in einem hölzernen Heft befestigt. Das Heft hat im oberen Bereich die Form eines menschlichen Kopfes, an dem die Klinge wie eine übergroße Zunge, länger als das Heft, befestigt ist. Das Heft ist rund gearbeitet und wird zum Ende hin dünner. Die Luba-Axt wird von der Ethnie der Luba benutzt.